# Dorrit Moussaieff

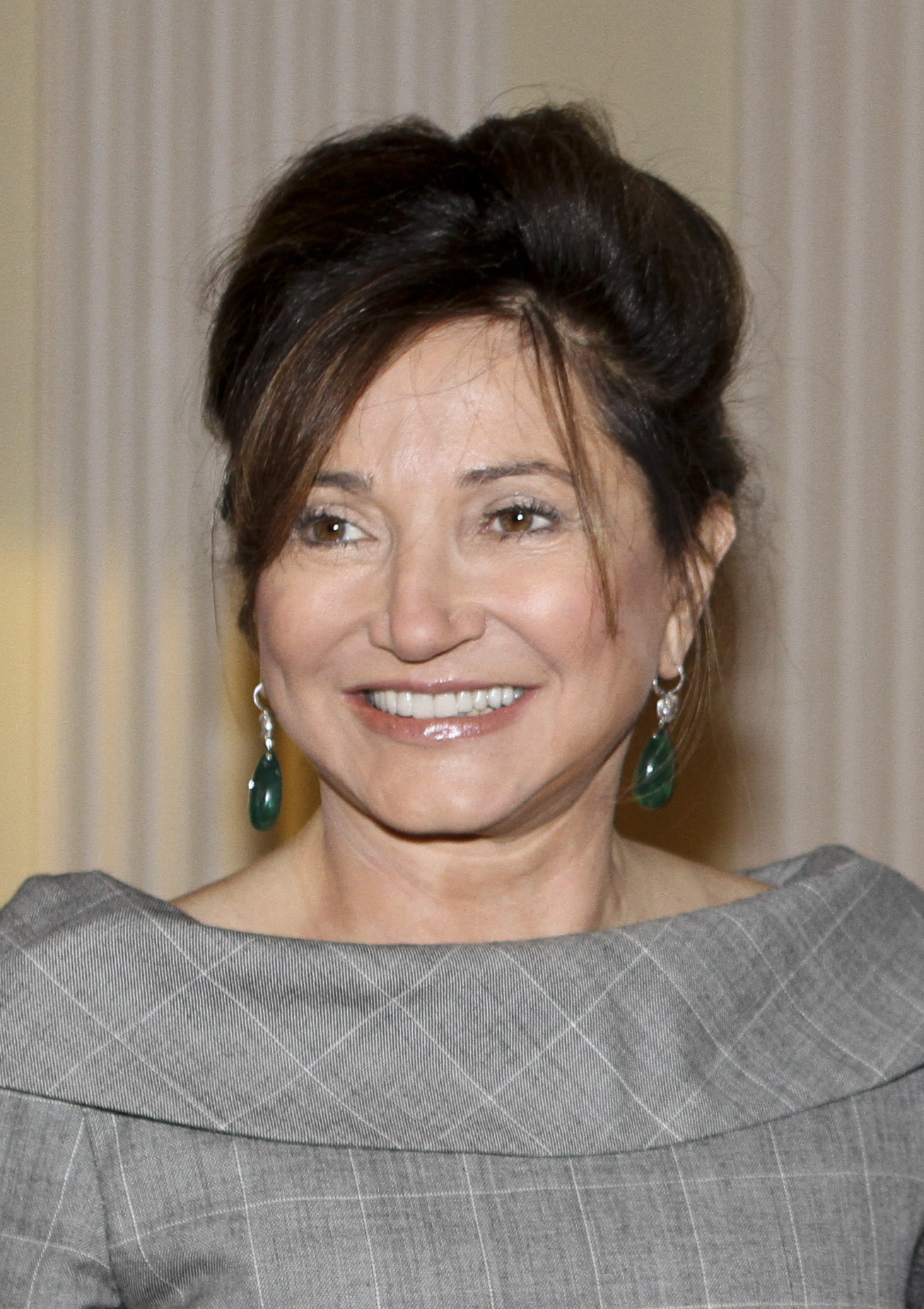
Dorrit Moussaieff (2012)

Dorrit Moussaieff (* 12. Januar 1950 in Jerusalem) ist eine israelisch-isländische Geschäftsfrau. Sie ist seit 2003 die Ehefrau von Ólafur Ragnar Grímsson, dem Präsidenten Islands von 1996 bis 2016.

## Werdegang
Die Tochter von Shlomo Moussaieff, einem Juwelier aus Buchara in Usbekistan und von Alisa mit österreichisch-jüdischen Wurzeln, wuchs im bucharischen Viertel von Jerusalem auf. Als sie dreizehn Jahre alt war, zog die Familie nach London. Moussaieff litt an einer Lese- und Rechtschreibstörung und wurde deswegen daheim unterrichtet. Sie erlernte die englische, hebräische, deutsche, französische und die isländische Sprache. Im elterlichen Geschäft absolvierte sie eine Ausbildung zum Juwelier.
Am 14. Mai 2003 heiratete sie nach dreijähriger Bekanntschaft den damaligen isländischen Staatspräsidenten Ólafur Ragnar Grímsson. Im Juli 2006 erhielt sie die isländische Staatsbürgerschaft.

## Karriere in Wirtschaft und Medien
Als Kind verbrachte Moussaieff viel Zeit im Juweliergeschäft ihrer Familie in der Hilton Park Lane in London und wurde eine erfolgreiche Schmuckdesignerin. Weitere Geschäftsvorhaben, an denen sie beteiligt war, sind der Bau eines Bürogebäudes in Canary Wharf, London, und ein Tourismusprojekt in  Nordzypern. Moussaieff ist Redakteurin des britischen Gesellschaftsmagazins Tatler.

## First Lady von Island
Im Jahr 2003 heiratete Moussaieff Präsident Ólafur Ragnar Grímsson. Sie hat dazu beigetragen, die isländische Kultur im Ausland zu präsentieren, isländische Künstler zu fördern und ausländische Märkte für isländische Produkte zu identifizieren. Sie engagiert sich auch aktiv bei der Geldbeschaffung für Kinder mit Behinderung.
Moussaieff wurde vom isländischen Magazin Nýtt Líf zur Frau des Jahres 2006 gekürt.

## Kontroverse
Im Mai 2006 wurde Moussaieff bei einem Besuch in Israel am internationalen Flughafen Ben Gurion festgenommen, nachdem sie sich mit Sicherheitspersonal gestritten hatte. Das Sicherheitspersonal weigerte sich, ihren britischen Pass anzuerkennen und teilte ihr mit, dass sie nach israelischem Recht verpflichtet sei mit ihrem israelischen Pass ein- und auszureisen. Die Medien bezeichneten die Konfrontation als einen diplomatischen Zwischenfall. Die israelische Botschaft in Norwegen, die die diplomatischen Beziehungen zu Island pflegt, drückte ihr Bedauern über den Vorfall aus und bekräftigte das Gesetz, dass israelische Staatsbürger im Land israelische Pässe mit sich führen müssen. Nach dem Vorfall beantragte sie die isländische Staatsbürgerschaft, die sie am 31. Juli 2006 erhielt.
2016 wurde sie in Zusammenhang mit den Panama Papers gebracht. Einen Teil ihres Vermögens hatte sie – den Ermittlungen des Internationalen Netzwerks investigativer Journalisten zufolge – bei der Briefkastenfirma Jaywick Properties Inc. in der Steueroase der Britischen Jungferninseln deponiert. Ihre Anwälte behaupteten, dass „ihre Geschäftsinteressen stets rechtmäßig verwirklicht wurden und Privatsache waren.“

## Persönliches Leben
Moussaieff ließ sich von ihrem ersten Ehemann Neil Zarach, einem Designer, scheiden. Im Jahr 2003 heiratete Moussaieff den isländischen Präsidenten Grímsson nach dreijähriger Verlobung an seinem Geburtstag, dem 14. Mai.

## Auszeichnungen (Auswahl)
- Kommandeur mit Großkreuz des Nordstern-Ordens, Königreich Schweden